# 筑前宮田駅
筑前宮田駅（ちくぜんみやだえき）は、かつて福岡県鞍手郡宮田町（現・宮若市）大字宮田字桐野に設置されていた、九州旅客鉄道（JR九州）宮田線の駅（廃駅）である。
宮田線の廃止に伴い、1989年（平成元年）12月23日に廃駅となった。

## 歴史
- 1902年（明治35年）2月19日：九州鉄道の貨物支線勝野 - 当駅間の開業により、宮田駅（貨物駅）として設置[1]。
- 1904年（明治37年）月日不明：桐野駅に改称[1]。
- 1907年（明治40年）7月1日：九州鉄道が国有化[1]。
- 1912年（明治45年）7月21日：国鉄桐野線勝野 - 当駅間の旅客営業開始に伴い、一般駅となる[1]。
- 1937年（昭和12年）8月20日：筑前宮田駅に改称[1]。路線名が宮田線に改称[1]。
- 1982年（昭和57年）11月15日：貨物の取り扱いを廃止[1]。
- 1984年（昭和59年）2月1日：荷物の取り扱いを廃止[1]。同時に駅員無配置駅となる[3][4]。
- 1987年（昭和62年）4月1日：国鉄分割民営化により、JR九州に継承[1]。
- 1989年（平成元年）12月23日：宮田線の全線廃止に伴い、廃駅となる[1]。

## 駅構造
廃止時点で、単式ホーム1面1線を有する地上駅であった。木造駅舎を有していたが無人駅となっていた。かつては石炭積み出し用に多数の側線が存在した。

## 輸送量・収入
| 年度 | 旅客（人） | 貨物量（トン） | 旅客収入（円） | 貨物収入（円） |
| ---- | ---------- | -------------- | -------------- | -------------- |
| 1924 | 154,843    | 680,145        | 38,531         | 656,196        |
| 1928 | 188,805    | 683,623        | 45,868         | 691,539        |
| 1931 | 155,463    | 363,178        | 37,533         | 386,145        |
| 1935 | 166,287    | 562,435        | 50,021         | 619,539        |

- 福岡県統計書各年度版より

## 駅周辺

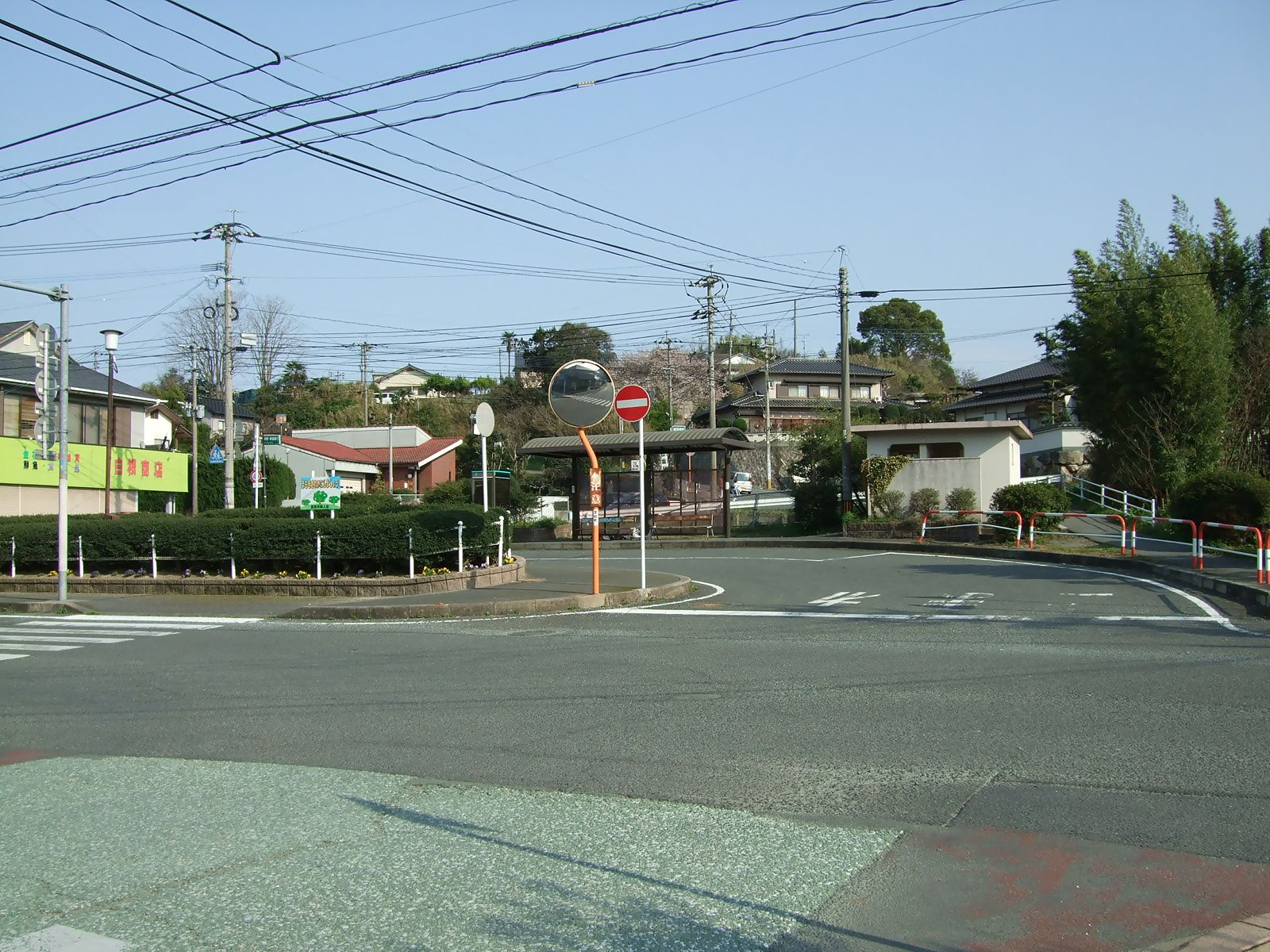
駅前（2010年3月）

宮田町中心部からやや南に外れた場所にあり、町中心部のJR九州バス直方線宮田町駅（現・宮田駅）とは八木山川・犬鳴川を挟んで約800メートル離れていた。
- 宮田町役場（現・宮若市役所）
- 福岡県宮田警察署（現・福岡県直方警察署 宮若警部交番）
- 直方・鞍手広域市町村圏事務組合消防本部宮田消防署
- JR九州バス直方線宮田駅

## その他
- 駅名は「みやだ」と濁るが、所在地の旧町名は「みやた」と濁らない。

## 隣の駅
九州旅客鉄道（JR九州）
宮田線
磯光駅 - 筑前宮田駅